# Okinawa Uno
Okinawa Uno (u Okinawa I) es una pequeña ciudad y municipio de Bolivia, ubicado en la provincia Warnes del departamento de Santa Cruz. La localidad se encuentra distante 146 km al noreste de la ciudad de Santa Cruz de la Sierra, entre el Río Grande en el este y el río Pailón en el oeste. El municipio cuenta con una población de 12.482 habitantes (según el Censo INE 2012).

## Historia
El asentamiento de los colonos de Okinawa en territorio boliviano obedece a un plan de migración del gobierno de “Ryukyu” (actual Okinawa de Japón, que estaba ocupado por EE. UU. después de la Segunda Guerra Mundial), que comenzó en el año 1954 y duró hasta 1979. Inicialmente llegaron 400 personas pero luego una gran cantidad de bolivianos también llegaron para buscar trabajo, por lo que aumentó la población de la colonia. Consecuentemente en 1998, se estableció el municipio de Okinawa como segunda sección municipal de la Provincia Warnes.

## Demografía
De acuerdo con el censo boliviano de 2024, la población del municipio de Okinawa Uno es de 10 508 habitantes.
La población del municipio aumentó casi dos tercios entre 1992 y 2024:
| Año  | Habitantes (municipio) | Fuente     |
| ---- | ---------------------- | ---------- |
| 1992 | 6 693                  | Censo 1992 |
| 2001 | 11 661                 | Censo 2001 |
| 2012 | 12 482                 | Censo 2012 |
| 2024 | 10 508                 | Censo 2024 |

## Transporte
Okinawa Uno se encuentra a 146 kilómetros por carretera al noreste de Santa Cruz de la Sierra, la capital departamental.
La ruta nacional Ruta 10, de 828 kilómetros de longitud, que atraviesa las tierras bajas bolivianas en dirección este-oeste, recorre Okinawa Uno, desde San Matías, en la frontera con Brasil, hasta San Juan del Piraí en la zona de colonización entre el río Piraí y el río Grande. Viniendo desde el este, el camino conduce por Las Petas, San Bartolo de la Frontera, San Vicente de la Frontera, San Ignacio de Velasco y Concepción hasta Okinawa Uno, cruzando el Puente Banegas, y luego por Guabirá, Chane Independencia y San Pedro a Colonia Piraí.
Desde Okinawa son 41 kilómetros hasta Guabirá al norte de Montero, y desde allí otros 105 kilómetros vía Montero y Warnes hasta Santa Cruz de la Sierra.